# Saint-Guen
Saint-Guen är en kommun i departementet Côtes-d'Armor i regionen Bretagne i nordvästra Frankrike. Kommunen ligger i kantonen Mûr-de-Bretagne som tillhör arrondissementet Guingamp. År 2018 hade Saint-Guen 413 invånare.

## Befolkningsutveckling
Antalet invånare i kommunen Saint-Guen
Referens:INSEE